# 杰斐逊维尔 (印第安纳州)
杰斐逊维尔（英語：Jeffersonville）是美国印第安纳州克拉克郡的一个城市，为克拉克郡廳所在地。根据2010年美国人口普查数据，该地总人口为44,953人。